# Hrabstwo Hoke
Hrabstwo Hoke (ang. Hoke County) – hrabstwo w stanie Karolina Północna w Stanach Zjednoczonych.

## Geografia
Według spisu z 2000 roku obszar całkowity hrabstwa obejmuje powierzchnię 392 mil2 (1015,28 km²), z czego 391 mil2 (1012,69 km²) stanowią lądy, a 1 milę2 (2,59 km²) stanowią wody. Według szacunków United States Census Bureau w roku 2012 miało 50 536 mieszkańców. Jego siedzibą administracyjną jest Raeford.

### Miasta
- Raeford

### CDP
- Ashley Heights
- Bowmore
- Dundarrach
- Five Points
- Rockfish
- Silver City